# Toxonevra carterosoma
Toxonevra carterosoma är en tvåvingeart som beskrevs av Ozerov 1993. Toxonevra carterosoma ingår i släktet Toxonevra och familjen prickflugor. Inga underarter finns listade i Catalogue of Life.